# Лост Нејшон (Илиноис)
Лост Нејшон (енгл. Lost Nation) насељено је место без административног статуса у америчкој савезној држави Илиноис.

## Демографија
По попису из 2010. године број становника је 708.
| Група             | 2000.    | 2010.       |
| Белци             | 0 (0,0%) | 683 (96,5%) |
| Афроамериканци    | 0 (0,0%) | 3 (0,4%)    |
| Азијати           | 0 (0,0%) | 0 (0,0%)    |
| Хиспаноамериканци | 0 (0,0%) | 13 (1,8%)   |
| Укупно            | 0        | 708         |